# Kotasaari (ö i Kajanaland, Kehys-Kainuu, lat 64,95, long 28,63)
Kotasaari är en ö i Finland. Den ligger i sjön Pesiöjärvi och i kommunen Suomussalmi i den ekonomiska regionen  Kehys-Kainuu  och landskapet Kajanaland, i den centrala delen av landet, 600 km norr om huvudstaden Helsingfors. Öns area är 2,8 hektar och dess största längd är 270 meter i öst-västlig riktning.